# Río Desplayes
El río Desplayes, es un curso natural de agua que fluye en la Región de Aysén del General Carlos Ibáñez del Campo con dirección general sur hasta desembocar en el río Bravo (Mitchell).

## Historia
Luis Risopatrón lo describe en su Diccionario jeográfico de Chile (1924):: 294 
Desplayes (Rio) 48° 00' 72° 39’. Corre hácia el SE i se vacia en la márjen W del curso superior del rio Bravo, a corta distancia al NE de la desembocadura del rio de El Norte. 134; i 156.